# Terry Jones
Terence Graham Parry Jones mais conhecido por Terry Jones (Colwyn Bay, 1 de Fevereiro de 1942 - North London, 21 de Janeiro de 2020) foi um ator, realizador e escritor britânico, membro do grupo humorístico Monty Python.
Em outubro de 2016, Jones recebeu o Lifetime Achievement do BAFTA por sua contribuição ao cinema e televisão.

## Biografia
Terry Jones nasceu a 1 de Fevereiro de 1942 em Colwyn Bay, País de Gales. Apesar de ter sido criado maioritariamente em Claygate, Surrey (para onde a família se mudou quando Terry tinha 5 anos), Jones ainda se considera Galês. Jones foi educado primeiramente na escola primária local de Surrey, antes de entrar na Royal Grammar School em Guildford. Durante o tempo que passou nesta escola, Terry envolveu-se em todas as atividades possíveis.
Enquanto estava na escola, Jones, como os seus colegas Pythons, ganhou um grande interesse pela comédia e pelo cinema, sendo um grande fã dos The Goons. Contudo, Jones não teve tantas oportunidades para representar visto que o director da escola detestava actores que considerava homossexuais e comunistas. Por ter reprovado no último ano do secundário, Jones viu recusada a sua entrada nas Universidades de Manchester, Londres, Bristol e Exeter. Por fim, ofereceram-lhe a oportunidade de fazer uma entrevista para o St. Edmund Hall em Oxford, onde lhe foi oferecido um lugar que aceitou. Jones também recebeu uma oferta para a Universidade de Cambridge, mas não aceitou. Em 1961, entrou na Universidade de Oxford no curso de Inglês.
Em Oxford, Jones envolveu-se com a revista Isis, tornando-se no designer. Isto deu-lhe a oportunidade de estar em contacto com os actores que estavam em Oxford na altura, e não demorou muito até se envolver na cena teatral da Universidade. Com o amigo e contemporâneo Michael Rudman, Jones começou a Experimental Theatre Company, representando uma grande variedade de material, desde Brencht ao Cabaret. No seu segundo ano, Jones idealizou o espectáculo “****" que levou ao Edinburgh Festival, antes de chegar ao teatro LAMDA em Londres, e posteriormente até Phoenix. Quando regressou para o seu terceiro ano, Jones juntou-se à parceria de escritores Michael Palin e Robert Hewison e juntos escreveram Hang Down Your Head and Die (um olhar cómico à pena de morte. A acção decorre num circo com Jones a fazer de condenado). A peça esteve em cena durante 11 dias no Oxford Playhouse, depois 6 semanas no Comedy Theatre em Londres. Um ano mais tarde, Jones, em conjunto com Michael Palin, escreveu e organizou o The Oxford Revue que esteve em cena no Edinburgh Festival em 1964. No fim da exibição, David Frost ofereceu-lhes um emprego. Foi também aqui que Jones e Palin se encontram pela primeira vez com Eric Idle, Graham Chapman e John Cleese.
Quando Jones deixou a Universidade, conseguiu um emprego como copywriter para a Angla Television, antes de se mudar para a BBC como editor de guiões. Foi aí que entrou num curso de realizador durante 6 semanas (que não chegou a completar devido a um caso grave de peritonite). Contudo Jones tornou-se assistente de produção, antes de ser contratado para escrever para os programas da madrugada pelo produtor Rowan Ayres. Aqui Jones juntou-se a Barry Cryer e aos seus velhos colegas de escrita de Oxford, Michael Palin e Robert Hewison. Pouco tempo depois Hewison desistiu para voltar para a Universidade e Jones e Palin foram contratados para escrever para o The Frost Report. Para além deste programa Jones e Palin estavam também a contribuir para programas como The Late Show e A Series of Birds (com John Bird). Depois, os dois mudaram-se para a série da LWT, Do Not Adjust Your Set (onde colaboraram com Eric Idle e Terry Gilliam), enquanto escreviam para o programa Broaden Your Mind e para Marty. Nesta altura, o produtor Barry Took sugeriu que este grupo de escritores se juntasse para produzir o seu próprio programa – assim nasciam os Monty Python.

### Monty Python
Como membro dos Monty Python, Jones é lembrado pelos seus papéis de mulheres de meia-idade e o odiado “homem na rua”. Normalmente escrevia sketches em parceria com Michael Palin.
Uma das primeiras preocupações de Jones era desenvolver um formato fresco para o programas dos Monty Python, e foi Jones que desenvolveu o estilo inconsciente que abandonou as “punchlines” e encorajava o movimento fluido entre sketches, dando “espaço ao humor conceptual da equipa. Jones também era contra o uso de música exagerada e do estilo de câmara estática pelos realizadores de programas de TV da altura, algo que fez com que quisesse realizar os programas. Mais tarde dedicou-se à realização de 3 dos filmes dos Monty Python, Monty Python e o Cálice Sagrado, A Vida de Brian e o Sentido da Vida. Como é demonstrado em muitos dos seus sketches com Palin, Jones estava interessado em fazer comédia visualmente impressionante. Este sentia que cenários interessantes aumentavam o humor. Os seus métodos encorajaram muitos futuros comediantes a fugir do convencional. Exemplo disso são programas como Green Wing, A Pequena Grã-Bretanha (Little Britain) e The League of Gentlemen.
As contribuições como actor mais memoráveis de Jones foram as suas interpretações paródicas de mulheres de meia-idade de voz extremamente aguda. O seu humor juntamente com o de Palin tendia a ser conceptual por natureza. Um sketch típico da equipa Palin\Jones retira o seu humor do absurdo do redor. Por exemplo, no “Summarize Proust Competition” (Competição de Resumo de Proust), Jones faz o papel de anfitrião que dá aos concorrentes 15 segundos para resumir a obra À La Recherche du Temps Perdu de Marcel Proust. Neste caso o riso surge a partir do absurdo da ideia em si. Jones ficou também conhecido pelo seu estilo de comédia física do género Charlie Chaplin, talvez mais notório no sketch onde se tenta despir na praia. Outros papéis característicos de Jones eram os de homem comum e os do “totó” com ambições que iam muito além das suas capacidades.

### Depois dos Monty Python

Jones em 2007

Depois das dificuldades criativas envolvidas no primeiro filme dos Monty Python, E Agora Algo Completamente Diferente (And Now For Something Completely Different), foi decidido que o projecto seguinte, Monty Python e o Cálice Sagrado (Monty Python and the Holy Grail) seria realizado por membros do grupo. Assim Terry Jones e Terry Gilliam fizeram a sua estreia nas lides da realização. A partir daqui, a carreira na realização de Jones descolou, tendo realizado sozinho os 2 filmes seguintes dos Monty Python, A Vida de Brian e o Sentido da Vida. No entanto, Jones também teve projectos fora do grupo sendo da sua autoria filmes como Personal Services, Erik the Viking, Labyrint e The Wind on the Willows.
Na televisão, a sua carreira depois dos Monty Python continuou com o seu parceiro de escrita de sempre, Michael Palin, na série Ripping Yarns, que foi cancelada após apenas 9 episódios devido ao elevado custo de produção.
A carreira pós-Python de Jones levou-o a tornar-se um aclamado autor de livros de crianças com histórias como Curse of the Vampire Socks, Fantastic Stories (Contos Fantásticos, adaptado em palco por Luís Tinoco), Nicobonimus e The Saga of Erik, the Viking (escrita originalmente para o seu filho Bill). Mas Jones não escreveu apenas para crianças, em anos recentes os seus livros de História, centrados em grande parte na Idade Média, uma época pela qual Jones é fascinado. Ele também protagonizou alguns documentários sobre o tema na BBC. Terry também começou a escrever artigos regularmente a partir dos anos 80, primeiramente para o The Guardian e, mais recentemente, para o The Observer.
No seu projecto mais recente, Terry Jones virou-se para o teatro musical. No início de 2008, em colaboração com Luís Tinoco, Jones estreou em Portugal, Evil Machines, uma espécie de ópera baseada no seu livro com o mesmo nome.

## Vida pessoal
Jones casou-se em 1970 com  Alison Telfer com quem teve dois filhos, Sally (n. 1974) e Bill (n. 1976). Quando se separaram, Jones começou a namorar com uma sueca, Anna Soderstrom, tendo atualmente ambos uma filha, Siri, nascida em setembro de 2009.
Em 2006, Terry Jones foi diagnosticado com cancro colorrectal. Por estar nos princípios, bastou uma operação para que este ficasse curado.

### Morte
Jones morreu em 21 de janeiro de 2020, aos 77 anos de uma forma rara de demência.

## Filmografia
- The Adventures of Young Indiana Jones: Espionage Escapades (TV) (2007)
- Terry Jone's Barbarians (documentário) (2006)
- Dinotopia (minissérie de TV) (2002)
- Starship Titanic (1998)
- The Wind in the Willows (1997)
- Crusades (documentário) (1995)
- L.A. Story (1991)
- Erik the Viking (1989)
- O Sentido da Vida (The Meaning Of Life) (1983)
- The Box (1981)
- A Vida de Brian (Life of Brian) (1979)
- Aventuras em Terras do Rei Bruno, o Discutível (Jabberwocky) (1977)
- Ripping Yarns (TV) (1976-1979)
- Monty Python e o Cálice Sagrado (Monty Python and the Holy Grail) (1975)
- E Agora Algo Completamente Diferente (And Now For Something Completely Different) (1971)
- Monty Python's Flying Circus (1969-1974)